# Earl of Strathmore and Kinghorne

Wappen des Earl of Strathmore and Kinghorne

Earl of Strathmore and Kinghorne ist ein erblicher britischer Adelstitel, der je einmal in der Peerage of Scotland und in der Peerage of the United Kingdom verliehen wurde.
Der jeweilige Earl ist erblicher Clan Chief des Clans Lyon. Familiensitz der Earls ist Glamis Castle in Glamis, Schottland.

## Verleihungen und nachgeordnete und weitere Titel
Der Titel eines Earl of Kinghorne wurde durch Letters Patent am 10. Juli 1606 in der Peerage of Scotland an Patrick Lyon, 9. Lord Glamis, verliehen, zusammen mit dem nachgeordneten Titel Lord Lyon and Glamis. Die Titel waren ausschließlich in direkter männlicher Nachkommenlinie vererbbar. Er hatte bereits 1578 von seinem Vater den fortan nachgeordneten Titel Lord Glamis geerbt, der am 28. Juni 1445 in der Peerage of Scotland seinem direkten Vorfahren Sir John Lyon of Glamis verliehen worden war.
Sein Enkel, der 3. Earl of Strathmore, erhielt am 30. Mai 1672 eine Ergänzungsurkunde, die die Erbfolgeregelung des Earlstitels insofern erweiterte, dass dieser in Ermangelung direkter männlicher Nachkommen auch an eine beliebige vom jeweiligen Earl persönlich dazu bestimmte Person oder in Ermangelung einer solchen Verfügung an dessen sonstigen Erben übergehen solle. Am 1. Juli 1677 erhielt er eine weitere Ergänzungsurkunde, die seinen Titel änderte zu 3. Earl of Strathmore and Kinghorne mit den nachgeordneten Titeln Viscount Lyon sowie Lords Glamis, Tannadyce, Sidlaw, and Strathdichtie.
Dessen Ururenkel, dem 10. Earl, wurde am 18. Juli 1815 in der Peerage of the United Kingdom der Titel Baron Bowes, of Streatlam Castle in the County of Durham and of Lunedale in the County of York, verliehen, wodurch dieser einen Sitz im britischen House of Lords erhielt. Dieser Titel erlosch jedoch bereits bei dessen kinderlosem Tod am 3. Juli 1820. Das Earldom und die übrigen Titel fielen an seinen Bruder als 11. Earl.
Für dessen Sohn, den 13. Earl, wurde am 1. Juli 1887 in der Peerage of the United Kingdom der Titel Baron Bowes, of Streatlam Castle in the County of Durham and of Lunedale in the County of York, neu geschaffen. Er ist seither ein weiterer nachgeordneter Titel des jeweiligen Earls.
Dessen Sohn, der 14. Earl, war der Vater von Königin Elisabeth, der Königinmutter und Großvater von Königin Elisabeth II. Nach der Krönung seines Schwiegersohns als König Georg VI. wurde ihm am 1. Juni 1937 der Titel Earl of Strathmore and Kinghorne in zweiter Verleihung neu verliehen, diesmal in der Peerage of the United Kingdom. Er und seine Nachfolger führen seither zwei Earlstitel.
Der älteste Sohn des jeweiligen Earls führt als Titelerbe (Heir Apparent) den Höflichkeitstitel Lord Glamis. Der ranghöhere Titel Viscount Lyon wird nicht als Höflichkeitstitel verwandt, um Verwechselungen mit dem Lord Lyon King of Arms zu vermeiden.

## Liste der Lords Glamis, Earls of Kinghorne und Earls of Strathmore and Kinghorne

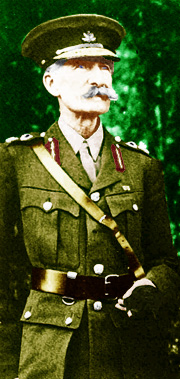
Claude Bowes-Lyon, 14. Earl of Strathmore and Kinghorne mit seiner Tochter Elizabeth

### Lords Glamis (1445)
- Patrick Lyon, 1. Lord Glamis (1402–1459)
- Alexander Lyon, 2. Lord Glamis († 1486)
- John Lyon, 3. Lord Glamis († 1497)
- John Lyon, 4. Lord Glamis († 1500)
- George Lyon, 5. Lord Glamis († 1505)
- John Lyon, 6. Lord Glamis († 1528)
- John Lyon, 7. Lord Glamis († 1558) (Titel verwirkt 1537, wiederhergestellt 1543)
- John Lyon, 8. Lord Glamis († 1578)
- Patrick Lyon, 9. Lord Glamis (1575–1615) (1606 zum Earl of Kinghorne erhoben)

### Earls of Kinghorne (1606)
- Patrick Lyon, 1. Earl of Kinghorne (1575–1615)
- John Lyon, 2. Earl of Kinghorne (1596–1646)
- Patrick Lyon, 3. Earl of Kinghorne (1643–1695) (Titel 1677 in Earl of Strathmore and Kinghorne geändert)

### Earls of Strathmore and Kinghorne (1677)
- Patrick Lyon, 3. Earl of Strathmore and Kinghorne (1643–1695)
- John Lyon, 4. Earl of Strathmore and Kinghorne (1663–1712)
- John Lyon, 5. Earl of Strathmore and Kinghorne (1696–1715)
- Charles Lyon, 6. Earl of Strathmore and Kinghorne (um 1699–1728)
- James Lyon, 7. Earl of Strathmore and Kinghorne (um 1702–1735)
- Thomas Lyon, 8. Earl of Strathmore and Kinghorne (1704–1753)
- John Bowes, 9. Earl of Strathmore and Kinghorne (1737–1776)
- John Bowes, 10. Earl of Strathmore and Kinghorne (1769–1820)
- Thomas Lyon-Bowes, 11. Earl of Strathmore and Kinghorne (1773–1846)
- Thomas Lyon-Bowes, 12. Earl of Strathmore and Kinghorne (1822–1865)
- Claude Bowes-Lyon, 13. Earl of Strathmore and Kinghorne (1824–1904)
- Claude Bowes-Lyon, 14. und 1. Earl of Strathmore and Kinghorne (1855–1944) (1937 zum Earl of Strathmore and Kinghorne erhoben)
- Patrick Bowes-Lyon, 15. und 2. Earl of Strathmore and Kinghorne (1884–1949)
- Timothy Bowes-Lyon, 16. und 3. Earl of Strathmore and Kinghorne (1918–1972)
- Michael Bowes-Lyon, 17. und 4. Earl of Strathmore and Kinghorne (1928–1987)
- Michael Bowes-Lyon, 18. und 5. Earl of Strathmore and Kinghorne (1957–2016)
- Simon Bowes-Lyon, 19. und 6. Earl of Strathmore and Kinghorne (* 1986)

Titelerbe (Heir Presumptive) ist der Bruder des jetzigen Earls, Hon. John Bowes-Lyon (* 1988).